# Samuel Brandon

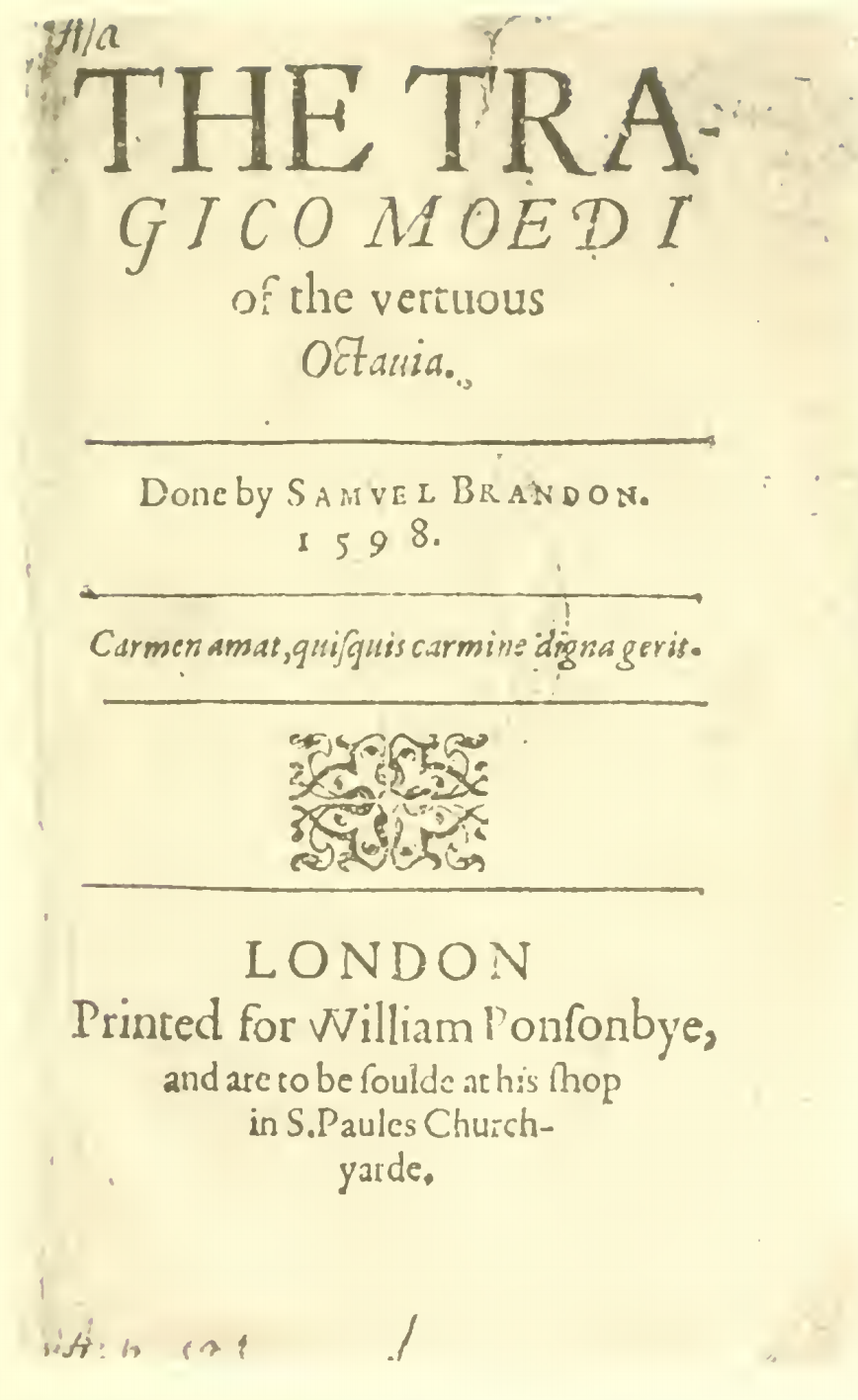
Page de titre de la tragi-comédie Vertuous Octavia de Samuel Brandon.

Samuel Brandon (fl. XVIe siècle), était un auteur dramatique de langue anglaise.

## Biographie
Brandon est l'auteur de The Tragicomœdi of the Vertuous Octavia (1598). On ne connaît aucun détail de sa vie. William Alexander pense qu'il était peut-être Irlandais Son seul ouvrage possède quelques mérites et une certaine valeur par la rareté des pièces de cette époque. Brandon s'est inspiré de la vie d'Auguste de Suétone et de celle de Marc Antoine, extraite des Vies parallèles des hommes illustres de Plutarque, en suivant approximativement le modèle classique.

## Vertuous Octavia

### Résumé
L'histoire est un peu romancée. La scène se passe à Rome, et l'événement majeur est la mort d'Antoine. Après la mort de Jules César et la défaite de Brutus et de Cassius, le gouvernement de l'Empire romain se trouve au Second triumvirat entre Octave César, Marc Antoine et de Sextus Pompée. Marc Antoine, pour confirmer l'accord d'amitié entre lui et Octave César, prend pour femme Octavie, la sœur de ce dernier et part faire la guerre aux Parthes. Arrivant en Syrie, l'endroit lui rappelle sa liaison intermittente avec Cléopâtre et il tombe sous le charme de celle-ci, délaissant sa vertueuse épouse. Le frère de cette dernière est furieux qu'elle subisse une telle indignité et s'en va faire la guerre à Marc Antoine pour le vaincre à Actium, puis à Péluse. Il le poursuit jusqu'en Alexandrie et la ruine complète de son ennemi ainsi que de Cléopâtre.

## Analyse
Le fait que l'héroïne, Octavie la Jeune, qui oscille entre l'amour pour son mari, Marc Antoine, et la jalousie de Cléopâtre, soit encore vivante à la fin permet de classer cette pièce parmi les tragi-comédies. Faible structurellement et manquant d'intérêt, la Vertuous Octavia a cependant retenu l'attention en tant que poésie. Elle est écrite en décasyllabes à rimes alternées, et elle contient des chœurs vifs et entraînants. Deux lettres échangées entre Octavie et Marc Antoine sont écrites « à la manière d'Ovide, mais en alexandrins ». Ces lettres sont « dédiées à l'honorable, vertueuse et excellente Mme Mary Thin ».  La pièce elle-même est dédiée à Lady Lucia Audelay. À la fin de l'ouvrage figurent ces mots en italien : L'acqua non temo dell'eterno oblio (« L'eau ne craint pas l'oubli éternel »). L'interprétant comme « mon œuvre défie le temps », Baker estime que Brandon ne possédait pas une mince part de vanité et de suffisance. 

## Source principale
- Biographie de Brandon dans le Dictionary of National Biography